# Fronteira Camarões–Nigéria
A fronteira entre Nigéria e Camarões é a linha de 1690 km que separa os territórios da Nigéria e de Camarões, vindo, de sul para norte, da península de Bakassi, junto ao Golfo da Guiné (Oceano Atlântico), e terminando no Lago Chade, na tríplice fronteira dos dois países com o Chade. 

## Conflito de Bakassi
Nigéria e Camarões disputaram a soberania sobre Bakassi durante muitos anos. Em 1981, ambos os países estiveram perto da guerra em Bakassi e na fronteira norte, junto ao Lago Chade. Novos incidentes armados ocorreram em princípio da década de 1990. Os Camarões levaram o caso ao Tribunal Internacional de Justiça, em 29 de março de 1994.
O caso foi de resolução complicada, com ambos os estados a basearem-se em documentos antigos. A base do caso nigeriano era correspondência anglo-germana datando de 1885 e tratados entre as potências coloniais e os dirigentes indígenas, em particular o Tratado de Proteção de 1884. A base do caso camaronês era o tratado anglo-germano de 1913, que definia esferas de controlo na região, e dois tratados assinados nos anos 1970 entre Camarões e Nigéria: a Declaração de Yaundé II de 4 de abril de 1971, e a Declaração Marua de 1 de junho de 1975, ambas orientadas para definir fronteiras marítimas entre os dois países. A linha acordada começava a oeste da península, o que implicava a soberania camaronesa sobre esta. A Nigéria nunca ratificou o acordo.
Camarões e Nigéria decidiram confiar a solução da disputa ao Tribunal que, em outubro de 2002, atribuiu a soberania de Bakassi a Camarões. Uma comissão mista foi encarregada pelas Nações Unidas de delimitar com precisão a fronteira. Com base nas decisões da comissão, entre 2003 e 2004, os dois países procederam a uma série de intercâmbios de vilarejos na fronteira. Em setembro de 2004, porém, o processo de normalização se bloqueou diante da suspensão da retirada dos soldados nigerianos da região. 
Em 11 de maio de 2005, em Genebra, o então Secretário-geral das Nações Unidas, Kofi Annan, encontrou-se com os presidentes da Nigéria e Camarões para discutir os dois principais obstáculos à resolução do litígio - a retirada das tropas nigerianas e a demarcação da fronteira marítima comum. 
A Nigéria cedeu a totalidade da península apenas em agosto de 2008, na presença de uma missão da ONU.

## Petróleo
A região de Bakassi é uma península de 1600 km², com recursos petrolíferos ainda inexplorados, que se estende do Lago Chade, no Golfo da Guiné, até a fronteira entre Nigéria e Camarões. A disputa entre os dois países se refere ao controle da região e a outros pequenos territórios na fronteira comum. 
"Em jogo está o controle do petróleo da península. É claro que a exploração deste recurso necessita da colaboração dos dois países", segundo fontes da Agência Fides. "Isso é verdade, principalmente para Camarões, que deverá no entanto utilizar as águas territoriais da Nigéria para poder exportar o petróleo. Na Nigéria, além disso, existe uma florescente indústria petrolífera e é portanto mais vantajoso recorrer às estruturas nigerianas para trabalhar o petróleo de Bakassi, do que criar do nada uma indústria petrolífera na península." 